# Wyłczi izwor
Wyłczi izwor (bułg. Вълчи извор) – wieś w południowo-wschodniej Bułgarii, w obwodzie Jamboł, w gminie Bolarowo. Według danych Narodowego Instytutu Statystycznego, 31 grudnia 2011 roku wieś liczyła 36 mieszkańców.